# Jesús Posse
Jesús Posse, vollständiger Name Jesús María Posse Vivas (* 2. April 1966) ist ein uruguayischer Ruderer.
Der 1,90 Meter große Posse, für den ein Wettkampfgewicht von 89 kg verzeichnet ist, vertrat sein Heimatland bei den Südamerikaspielen 1982 und 1986. Viermal nahm er im Laufe seiner Karriere auch an Panamerikanischen Spielen teil. Bei seiner ersten Teilnahme im Jahre 1987 gewann er dabei in der Einer-Konkurrenz die Goldmedaille. Weitere Medaillengewinne in den Jahren 1991, 1995 und 1999 bleiben ihm jedoch versagt. Posse gehörte zudem dem uruguayischen Aufgebot bei den Olympischen Sommerspielen 1988 in Seoul an. Dort belegte er im Einer den 11. Rang. Vier Jahre später reichte es für den von Ruben Pesce trainierten Ruderer bei den Olympischen Spielen in Barcelona nach einem sechsten Platz im C-Finale des Einer-Wettbewerbs nur zum 18. Gesamtrang.